# توماس بيكر (متزلج جماعي)
توماس بيكر (بالإنجليزية: Thomas Becker)‏ هو متزلج جماعي أمريكي، ولد في 26 أكتوبر 1948 في إنديانابوليس في الولايات المتحدة.

## وصلات خارجية
- توماس بيكر على موقع اللجنة الأولمبية الدولية (الإنجليزية)
- توماس بيكر على موقع أوليمبيديا (الإنجليزية)